# وابية
وَابِيَة (باليونانية: Εύβοια) هي ثاني أكبر جزيرة يونانية من حيث المساحة والسكان بعد جزيرة كريت، وسادس أكبر جزيرة في البحر الأبيض المتوسط. يفصل وابية عن بيوتيا في بر اليونان الرئيسي مضيق يوريبوس الضيق (الذي يبلغ 40 مترًا فقط (130 قدمًا) عند أضيق نقطة له). تُعد الجزيرة بشكل عام جزيرة طويلة وضيقة؛ إذ يبلغ طولها حوالي 180 كم (110 ميل)، ويتراوح عرضها من 50 كم (31 ميل) إلى 6 كم (3.7 ميل)، وتتجه جغرافيًا من الشمال الغربي إلى الجنوب الشرقي، وتمتد على طولها سلسلة جبلية تشكل جزءًا من السلسلة التي تحد ثيساليا من الشرق، وتستمر حتى جنوب وابية في جزر أندروس وتينوس وميكونوس الشامخة، وتشكل معظم الوحدة الإقليمية لوابية، والتي تضم أيضًا سكيروس ومنطقة صغيرة من بر اليونان الرئيسي.

## الجغرافيا والمناخ
يُعتقد أن جزيرة وابية كانت في الأصل جزءًا من البر الرئيسي، وانفصلت عنه بسبب زلزال. يُعد هذا الاحتمال معقولًا إلى حد ما، لأنها تقع بالقرب من خط صدع. كتب كل من ثوقيديدس وسترابو أن الجزء الشمالي من الجزيرة تعرض لاهتزازات في فترات مختلفة. تُعد الخلجان في مدينة خالكيذا، سواء في الشمال أو الجنوب، ضيقة لدرجة تجعل من المعقول تصديق قصة احتجاز أسطول أجاممنون هناك بسبب الرياح المعاكسة. يُسمى المضيق في خالكيذا نفسها، حيث يبلغ أضيق نقطة له عند 40 مترًا فقط، بمضيق يوريبوس. كانت التغيرات غير العادية في المد والجزر التي تحدث في هذا الممر موضوعًا للملاحظة منذ العصور الكلاسيكية، وكان البحارة يخشونها لدرجة أن خط المرور الرئيسي من شمال بحر إيجه إلى أثينا كان يستخدم لتجاوز خالكيذا وبحر وابية. يتدفق التيار فجأة كالنهر في اتجاه واحد، وبعد ذلك بوقت قصير بنفس السرعة في الاتجاه الآخر. بُنيَ الجسر لأول مرة هناك في العام الحادي والعشرين من الحرب البيلوبونيسية (410 قبل الميلاد).
تقسم الجغرافيا والطبيعة الجزيرة نفسها إلى ثلاثة أجزاء متميزة: الشمال الخصب والغابات (الذي تعرض لأضرار جسيمة في حرائق الغابات في أغسطس 2021)؛ والمركز الجبلي المغطى بالغابات، مع اقتصار الزراعة على الوديان الساحلية، والجنوب القاحل.
تشمل الجبال الرئيسية ديرفي (1743 م (5719 قدمًا))، وكانتيلي (1246 م (4088 قدمًا))، وبيكساريا (1341 م (4400 قدم))، في الشمال الشرقي وأوتشي (1394 م (4573 قدمًا)) في الجنوب، أما الخلجان المجاورة فهي خليج باغاسيتك في الشمال، وخليج ماليان، وشمال خليج وابية في الغرب، وبحر وابية وخليج بيتاليون. يقع أرخبيل بيتاليوي في الجنوب الغربي، بينما تقع جزر مونيليا في الغرب.
تبلغ مساحة الجزيرة الإجمالية 3684 كيلومتر مربع (1422 ميل مربع)، وبلغ عدد سكان الجزيرة 198,130 نسمة في تعداد عام 2001.
تتميز معظم الجزيرة بمناخ البحر الأبيض المتوسط الحار في الصيف (وفقًا لتصنيف كوبن للمناخ) مع صيف حار وجاف وشتاء بارد ورطب.

## التاريخ

### الفترة الحديثة
كان سكان قرية أنتيا، الناطقة باليونانية في جنوب وابية، في عام 1982 يعرفون لغة الصفير المحلية المسماة سفيريا (المشتقة من الكلمة اليونانية سفيريزو التي تعني الصفير)، ولكن لم يبق سوى عدد قليل من المتحدثين بتلك اللغة في القرن الحادي والعشرين. سفيريا هي «نسخة صفيرية من اللغة اليونانية المنطوقة، إذ تتوافق الحروف والمقاطع مع نغمات وترددات مميزة».
هُرِّبَ 1000 يهودي يوناني من سالونيك وأثينا عبر الجزيرة من قبل المقاومة اليونانية وجهاز إم آي 11 البريطاني إلى جشمة في تركيا المحايدة منذ أواخر عام 1943، وفرّوا بعدها من الهولوكوست في اليونان. ترتبط وابية بالبر الرئيسي عن طريق جسرين، أحدهما يمر عبر خالكيذا ويمكن الوصول إليه أيضًا من ثيفا، والآخر يتجاوز خالكيذا ويمكن الوصول إليه من أثينا. تتميز جميع جسور وابية الحديثة بأنها معلقة.
امتلأت بحيرة ديستوس بالعشب الذي أحرقه المزارعون لاستغلال المزيد من الأراضي الزراعية في ثمانينات القرن العشرين. تسبب هذا الفعل في تدمير الكثير من النباتات وتدهور البيئة في تلك المنطقة، ولكن جُدِّذَ جزء من البحيرة لاحقًا. أُعيد ضم بلديتي أنثيدونا وأفليدا في منتصف وأواخر القرن العشرين، والتي كانت ذات يوم جزءًا من بيوتيا، إلى خالكيذا. توافقت الرموز البريدية منذ ذلك الحين مع بقية وابية، بما في ذلك سكيروس.
دمر حريق غابات كبير استمر لمدة أسبوع في عام 2021 أكثر من 50 ألف هكتار من الغابات والأراضي الزراعية في شمال الجزيرة، وهو أحد أكبر حرائق الغابات في تاريخ اليونان الحديث.

## الأساطير
كان رعن كانيوم، الذي يقع قبالة خليج ماليان، إلى جانب ساحل تراتشيس المجاور، مسرحًا للأحداث المرتبطة بوفاة هيراكليس، كما وصفها سوفوكليس في تراجيديا تراشينيا.
يُشتبه في أن الإله تيتان كريوس هو إله وثني أصلي، وذلك بالاستناد إلى سجلات الجغرافي باوسانياس في القرن الثاني الميلادي.

## التركيبة السكانية
بلغ عدد سكان الجزيرة، حسب إحصاء عام 2001، 198,130 نسمة، مما يجعلها ثاني أكبر جزيرة في اليونان من حيث عدد السكان. يشترك سكان وابية بشكل عام في هوية ثقافية مماثلة لتلك التي يتمتع بها الناس في بقية وسط اليونان، ويتحدثون مجموعة متنوعة من اللغة اليونانية الجنوبية، وتوجد مجتمعات أرفانيت في الجزء الجنوبي من الجزيرة. كان ما يزال هناك من يتحدث بلغة الأرفانيت في جنوب وابية حتى سبعينيت القرن العشرين. كان هناك حوالي 60 قرية في جنوب وابية يسكنها الأرفانيون منذ أواخر القرن العشرين. يمكن العثور على مجموعتي الساركاتساني والفلاك بشكل رئيسي في المناطق الجبلية في وسط وشمال وابية على التوالي؛ ولكنهم تخلوا في الوقت الحاضر عن نمط الحياة البدوي ويعيشون بشكل دائم في البلدات والقرى عبر الجزيرة.

## الاقتصاد
تشمل مناطق التعدين المغنسيت في مانتوديون وليمني، والفحم البني في أليفيري، والحديد والنيكل من درفيس. يُستخرج الرخام على بعد 3 كم (2 ميل) شمال إريتريا والتي تشمل رخام خالكيذيكوم والأسبست في الجزء الشمالي الشرقي من كاريستوس في جبل أوتشي، وتشمل الأشجار الكستناء.

## الإدارة المحلية
تنتمي الجزيرة إلى محافظة وابية التي تضم أيضًا بلديتين في البر الرئيسي، أنثيدونا وأوليدا، بالإضافة إلى بلدية جزيرة سكيروس. بلغ عدد سكان المحافظة 215,136 نسمة في تعداد عام 2001، وبلغ عدد سكان الجزيرة نفسها 198,130 نسمة. تبلغ مساحة أراضي المحافظة 4,167,449 كيلومتر مربع (65 ميل مربع)، ويبلغ إجمالي مساحة أراضي البلديات الموجودة بالفعل على الجزيرة 3,684,848 كيلومتر مربع (264 ميل مربع)، والتي تشمل مساحة العديد من الجزر البحرية الصغيرة (بيتاليوي) بالقرب من الطرف الجنوبي الشرقي لوابية.

## المشاهير
- سوتيريا بيلو (1921-1997)، مغنية.
- مرديهاي فريزيس (1893-940)، جنرال رومانيوتي ساعد في هزيمة فرقة جوليا الإيطالية الفاشية في جنوب ألبانيا خلال الحرب اليونانية الإيطالية.
- كونستانتينوس كالياس (9 يوليو 1901-7 أبريل 2004)، سياسي.
- نيكولاوس كريزوتيس (1785-1853)، زعيم الثورة اليونانية في وابية.
- أوريستيس ماكريس (1898-1975)، ممثل ومغني.
- جورجيوس بابانيكولاو (1883-1962)، طبيب ورائد في علم الخلايا والكشف المبكر عن السرطان.
- نيكوس سكالكوتاس (1901-1949)، ملحن.
- يانيس سكاريمبا (1893-1984)، كاتب.[11]
- بورفيريوس (906-1991)، قديس الكنيسة الأرثوذكسية.
- جورج ماركوس (1941 حتى الوقت الحاضر)، رائد يوناني أمريكي في مجال العقارات.

## أعلام
- جورج إم. ماركوس
- خوجة مصطفى باشا

## وصلات خارجية
- (باليونانية) الموقع الرسمي لجزيرة وابية.